# Breyer István
Breyer István, teljes nevén: Breyer Mária István Antal (Budapest, 1880. augusztus 4. – Győr, 1940. szeptember 28.) katolikus pap, győri püspök.

## Pályafutása
Apja Breyer János, levélhordó, anyja Purkarth Erzsébet volt.
1903. január 18-án szentelték pappá. Doktori munkája 1904-ben jelent meg: A szeplőtelen fogantatás. Avató értekezés a hittudomány köréből.

### Püspöki pályafutása
1929. április 5-én trisipai címzetes püspökké és esztergomi segédpüspökké nevezték ki. 1929. május 19-én szentelte püspökké Serédi Jusztinián bíboros, hercegprímás, esztergomi érsek, Glattfelder Gyula csanádi és Hanauer Árpád István váci püspök segédletével.
1933. december 13-án győri püspökké nevezték ki.